# قمارباز (فیلم ۱۳۴۷)
قمارباز فیلمی به کارگردانی و نویسندگی عباس کسایی محصول سال ۱۳۴۷ است.

## بازیگران
- ایرج رستمی
- شهین
- علی آزاد
- محمدتقی کهنمویی
- محسن آراسته
- لیلا فروهر
- اکبر جنتی شیرازی
- غلامرضا سرکوب
- فرانک میرقهاری